# Landelijke Cliëntenraad
De Landelijke Cliëntenraad (LCR) is een Nederlandse overleg- en adviesorganisatie. De raad heeft als doel iedereen te vertegenwoordigen die voor zijn bestaanszekerheid afhankelijk is van de overheid. Dit is geregeld in de Wet SUWI, art. 7 en 8. 
De LCR is een overleg- en adviesorganisatie waarin landelijke cliëntenorganisaties Ieder(in), Mimd, ouderenorganisaties, organisaties van mensen met een niet-westerse migratieachtergrond, vakbonden FNV, CNV en VCP, maar ook cliëntenraden van UWV, SVB en gemeenten zijn vertegenwoordigd. Gezamenlijk proberen zij de belangen van burgers die zonder de hulp van de overheid niet rond kunnen komen zo goed mogelijk naar voren te brengen.

## Taken
De LCR geeft gevraagd en ongevraagd advies in periodiek terugkerende overleggen met de minister(s) van Sociale Zaken en Werkgelegenheid, de Raden van Bestuur van UWV en SVB, en overige organisaties die van belang zijn voor de bestaanszekerheid van burgers. De LCR neemt deel aan verschillende commissies (zoals de Commissie sociaal minimum) en overlegorganen.
Dit gebeurt onder meer via burgerreizen, (gevraagde) reacties op wetsvoorstellen, internetconsultaties en signalen. Deze publicaties worden (extra) onder de aandacht gebracht via landelijke en lokale media en uitzending in Pakhuis de Zwijger. De LCR heeft naast de website van de organisatie het platform Hetgaatovermij.org. Hier komen via verschillende campagnes reacties van burgers op naar voren. Elk jaar worden er verschillende bijeenkomsten georganiseerd zodat burgers hun stem kunnen laten horen.

## Organisatie
De LCR bestaat uit een Raad waarin alle landelijke of lokale organisaties zijn vertegenwoordigd. Dit is het hoogste orgaan. De Raad heeft een onafhankelijk voorzitter. De voorzitter vormt samen met een vicevoorzitter, secretaris en penningmeester die uit de geledingen van de Raad zijn benoemd, het dagelijks bestuur. Het bureau staat onder leiding van de ambtelijk secretaris die verantwoording aflegt aan de Raad. Het bureau bereidt onderwerpen voor de Raad voor en voert taken uit die de Raad belangrijk acht voor de LCR.

## Geschiedenis
De oprichting van cliëntenraden in het sociaal domein is een initiatief van Ab Harrewijn. 
De Landelijke Cliëntenraad werd in 2002 opgericht. De oprichting werd gepubliceerd in de Staatscourant van 22 augustus 2002. Daarin wordt vermeld: 'De Landelijke Cliëntenraad zal een belangrijke rol vervullen inzake de inbreng van cliënten op de beleidsterreinen werk en inkomen, meer in het bijzonder het arbeidsmarktbeleid en het re-integratiebeleid, en de uitwerking van cliëntenparticipatie. De Landelijke Cliëntenraad biedt een kader voor integrale betrokkenheid van de representatieve cliëntenorganisaties van uitkeringsgerechtigden en mensen met een handicap of chronische ziekte bij de beleidsontwikkeling.'
De eerste ambtelijk secretaris die ook bij de oprichting van de LCR was betrokken, was Else Roetering. Zij ging in 2020 met pensioen. Als dank voor haar inzet is de prijs De RoeteRing in het leven geroepen die elk jaar wordt uitgereikt aan een persoon die het verschil heeft gemaakt in het leven van burgers. Zij is op 1 januari 2021 opgevolgd door Peter van Leeuwen.
De eerste voorzitter van de LCR vanaf 2002 was Jan Laurier, opgevolgd door Gerrit van der Meer in 2010. In 2019 trad Amma Asante aan als voorzitter. Zij werd in 2022 opgevolgd door Fatma Koşer Kaya.